# Woodstock (New Brunswick)
Woodstock is een plaats (town) in de Canadese provincie New Brunswick en telt 5113 inwoners (2006). De oppervlakte bedraagt 13,41 km².

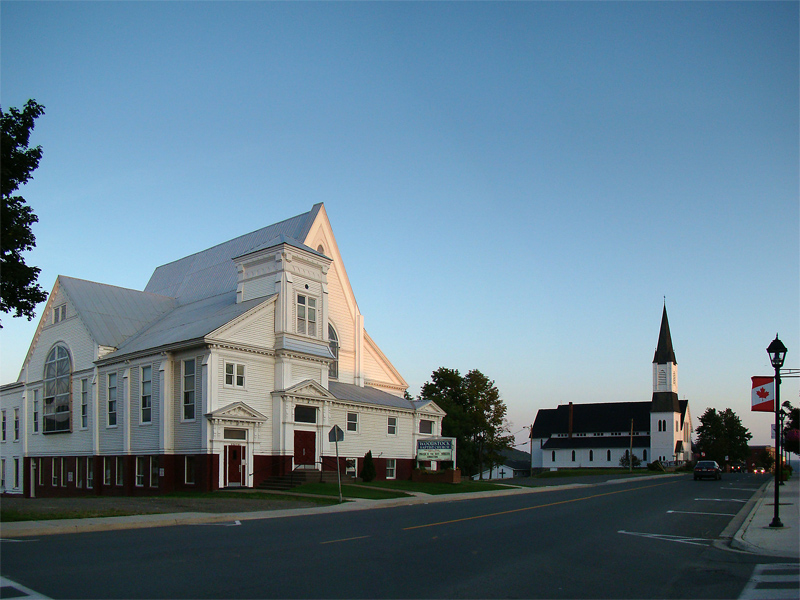
Hoofdstraat